# Dolichocnephalia puna
Dolichocnephalia puna är en tvåvingeart som beskrevs av Townsend 1915. Dolichocnephalia puna ingår i släktet Dolichocnephalia och familjen parasitflugor.
Artens utbredningsområde är Peru. Inga underarter finns listade i Catalogue of Life.